# Taitawürger
Der Taitawürger (Lanius dorsalis) ist ein Singvogel aus der Gattung Lanius in der Familie der Würger (Laniidae).
Die starengroße, stämmige, kontrastreich schwarz – grau – weiß gefärbte Würgerart ist im östlichen Afrika nördlich und südlich des Äquators von der Republik Südsudan südwärts bis ins nordöstliche Tansania verbreitet. den Nordteil seines Verbreitungsgebietes teilt er mit seiner Schwesterart, dem Somaliwürger. Er lebt einzeln oder in Brutpaaren in relativ trockenem Buschland oder in Akaziensavannen.
Wie die Mehrheit der Vertreter dieser Gattung ist auch der Taitawürger ein Ansitzjäger, der sich vornehmlich von Wirbellosen und gelegentlich von kleinen Wirbeltieren ernährt. Die Art gilt als Standvogel, doch wurden vereinzelt kleinräumige Wanderbewegungen und Einflüge in sonst nicht besiedelte Gebiete festgestellt.
Über die Verbreitungsdichte des Taitawürgers liegen kaum Informationen vor. Auch zur Biologie der Art fehlen detaillierte Angaben. Zurzeit (2016) wird sie in keiner Gefährdungsstufe gelistet; zumindest regional scheint sie nicht selten zu sein.
Der deutsche Trivialname bezieht sich auf den Distrikt in Kenia, aus dem das Typusexemplar stammt. Die Art ist monotypisch, es werden keine Unterarten beschrieben.

## Aussehen
Der Taitawürger ist ein auffallender, kontrastreich gezeichneter, bullig wirkender, eher kurzschwänziger Würger. Er misst etwa 21 Zentimeter und wiegt um die 50 Gramm. Besonders auffallend und kennzeichnend ist der von den schwarzen Schwingen weiß abgesetzte schiefergraue Mantel.
Der Geschlechtsdimorphismus beschränkt sich auf minimale Färbungsunterschiede: Weibchen sind unmerklich kontrastärmer gefärbt und weisen häufig eine kastanienbraune Flankenfärbung auf, die beim sitzenden Vogel aber meist von den Schwingen verdeckt ist.
Im Nordteil seines Verbreitungsgebietes überlappen seine Brutgebiete mit denen des Somaliwürgers, mit dem er sehr leicht verwechselt werden kann. Der Somaliwürger ist langschwänziger, weniger massig, das Grau am Rücken ist gedämpfter und die Weißanteile an Schwanz und Schwingen sind ausgedehnter. Juvenile Somaliwürger sind bedeutend heller gefärbt als juvenile Taitawürger.
Stirn, Scheitel, Wangen, Nacken und oberer Mantel sind schwarz. Die schwarze Gesichtsmaske wird weitgehend absorbiert, ist aber aus bestimmten Blickwinkeln als noch gesättigterer Bereich erkennbar. Der restliche Mantel und der Rücken sind zum Bürzel hin aufhellend schiefergrau. Die Schultern sind weiß, stark kontrastierend zu den schwarzen Schwingen. Die Basen der meisten Handschwingen sind weiß. Dadurch entsteht beim sitzenden Vogel ein fast immer sichtbares weißes Flügelfeld, beim fliegenden eine auffällige sichelförmige Zeichnung. Die Oberschwanzdecken und der Bürzel sind verwaschen weiß. Die gesamte Körperunterseite ist weiß; zuweilen ist der Kehlbereich leicht rostbraun behaucht. Der deutlich gestufte Schwanz ist in seiner Grundfarbe schwarz, kann jedoch aufgrund der individuell unterschiedlichen Weißanteile recht hell wirken. Die Außenfahnen der beiden Randfedern sind mehrheitlich weiß, zum Mittelpaar nimmt der Weißanteil ab. Die Schwanzunterseite ist auf dunkelbraunem Grund unregelmäßig weiß getropft. Der mächtige Hakenschnabel ist schwarz, ebenso die Beine. Die Iris ist dunkelbraun.
Jungvögel sind graubraun. Die gesamte Oberseite ist fein gebändert oder gefleckt. Oberschwanzdecken und Bürzel sind blass gelbbraun, der Schwanz etwas dunkler. Die Handschwingen sind zur Spitze hin gelbbraun gerandet, ebenso einige Armschwingen und Schirmfedern. Die Gesichtsmaske ist vor allem im Bereich der Ohrdecken angedeutet. Die Unterseite weist leichte dunkle Bänderungen auf, gleicht sonst bereits der Adulter.
In Kurzstrecken fliegen Taitawürger mit schneller Schlagfrequenz meist knapp über dem Boden. Der Streckenflug ist wellenförmig. Auffallend sind die sichelförmigen weißen Flügelabzeichen und die v-förmige, weiße Schulterpartie.

### Mauser
Angaben zur Mauser fehlen weitgehend. In Äthiopien wurden im Juni Vögel während der Erneuerung der Schwingen- und Steuerfedern festgestellt.

## Lautäußerungen
Die Lautäußerungen scheinen sehr vielfältig zu sein, sind aber noch nicht ausreichend erforscht und dokumentiert. Sie ähneln in manchen Elementen denen des Nördlichen Fiskalwürgers sind aber leiser und verhaltener. Territoriale Funktion haben kurze Pfiffe und summende Laute sowie kurze doppelsilbige tsap – tsap – Rufe sowie kehlige, an Krähenrufe erinnernde wok – wok und klop – klop – Laute. In einem absteigenden Schauflug wird offenbar ein Fluggesang vorgetragen, dessen Kontext noch ungeklärt ist. Der Gesang selbst ist eine leise, unmelodiöse Mischung als hohl klingenden, gurrenden und klimpernden Elementen.

## Verbreitung und Lebensraum

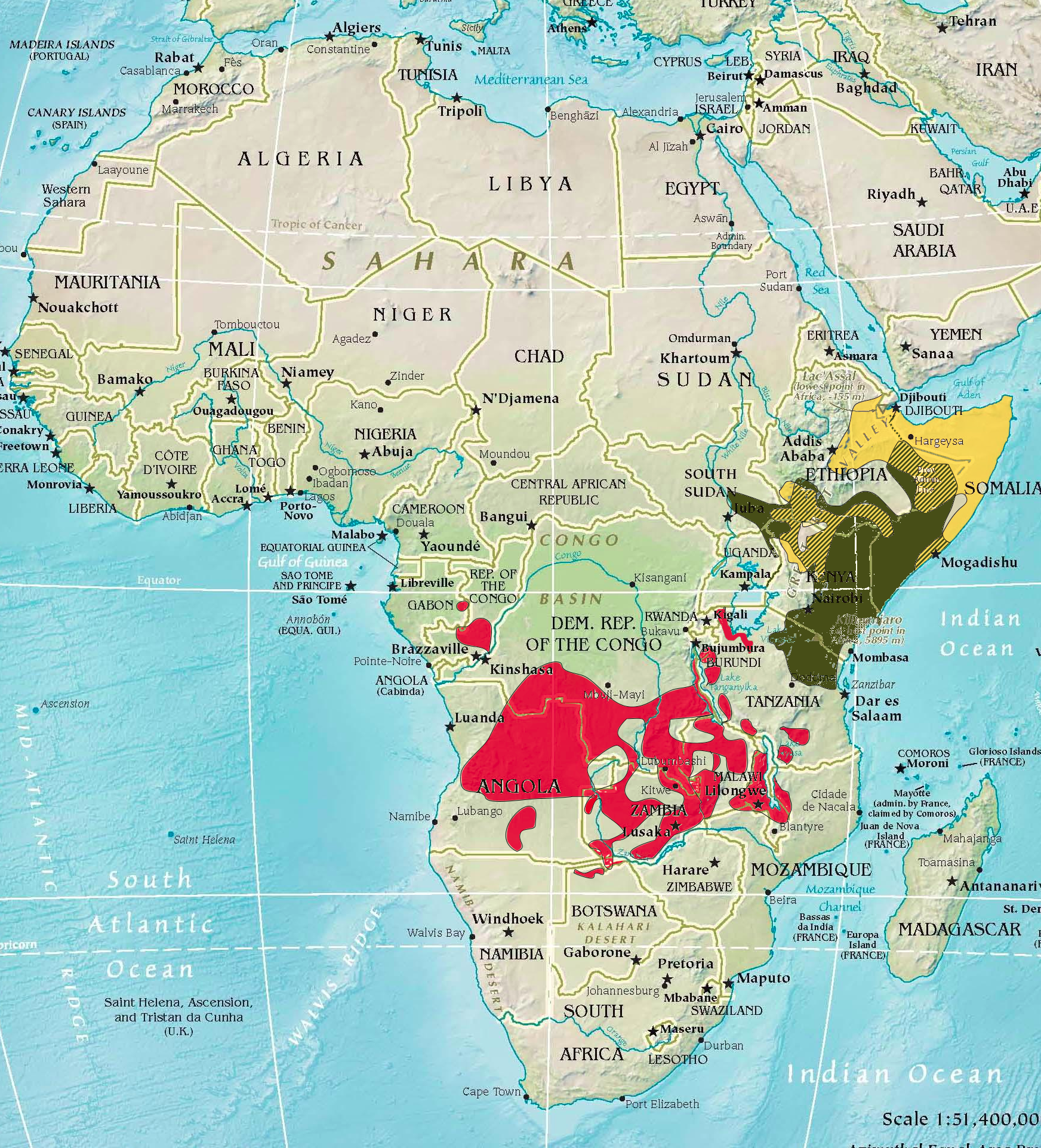
Verbreitungsgebiet des Taitawürgers (dunkelgrün), des Rostmantelwürgers (rötlich) und des Somaliwürgers (gelb). Gelb-grün gestreift sind Regionen, in denen Somaliwürger und Taitawürger gemeinsam vorkommen.

Der Taitawürger ist vom Süden und Südosten Äthiopiens und dem äußersten Südosten der Republik Südsudan südwärts über den äußersten Nordosten Ugandas, Zentral- und Südsomalia, Kenia bis in den Norden und Nordosten Tansanias verbreitet. Kenia ist bis auf das Bergland im Osten und einen Küstenstrich im Süden fast flächendeckend besiedelt. Die nördliche Verbreitungsgrenze ist nicht ganz klar, dürfte aber etwa bei 7°Nord liegen, die südliche befindet sich in den Niederungen des südlichen Kilimanjarogebietes und in den trockeneren Teilen der südlichen Serengeti.

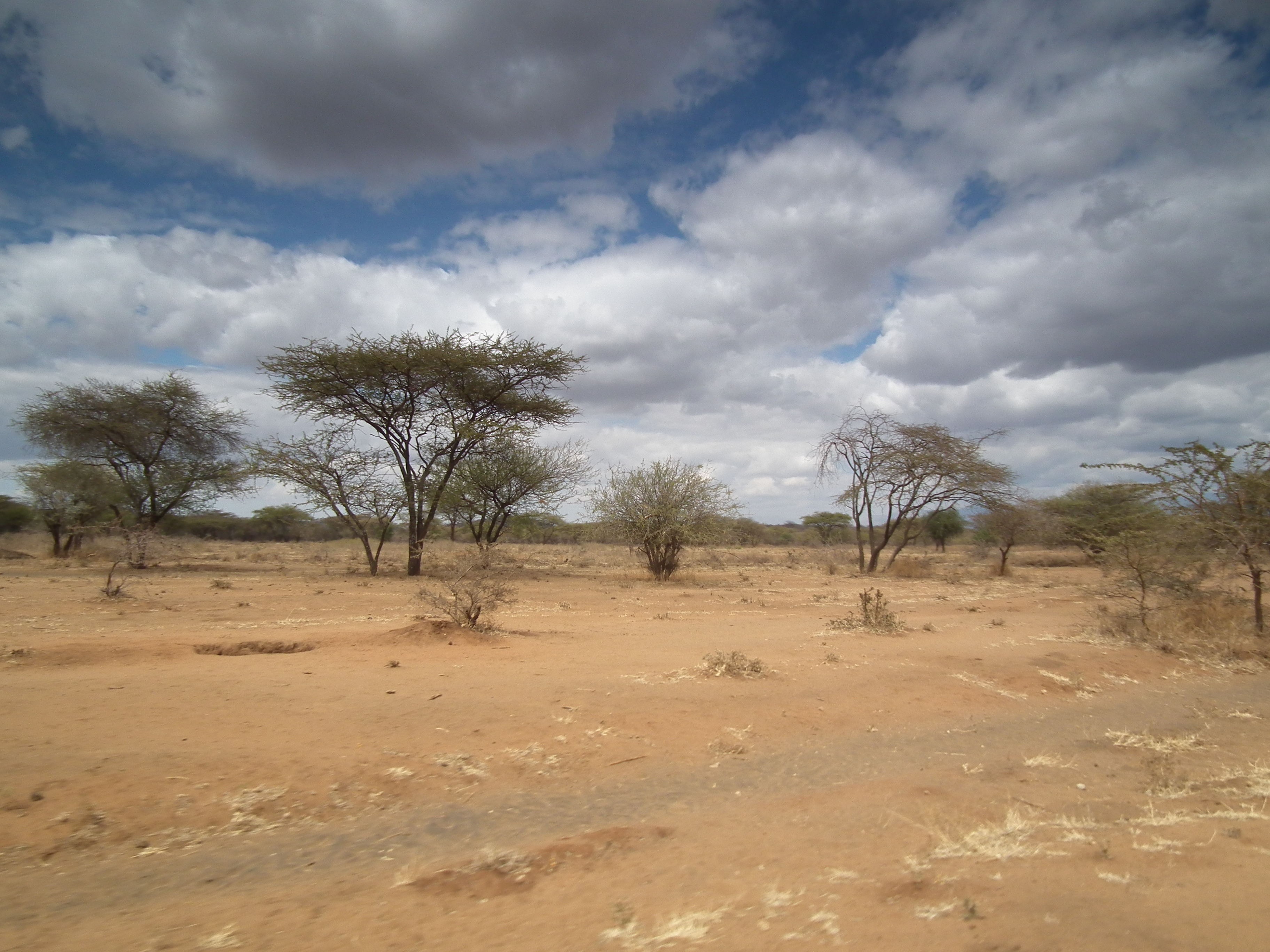
Akaziensavannen mit wenig oder fehlendem Bodenbewuchs, wie hier im Norden Tansanias, sind bevorzugte Habitate der Art.

Die Art bewohnt trockenes, offenes Buschland und Akaziensavannen sowie nur mehr locker baumbestandene Randzonen von dichter bewaldeten Regionen. Sie kommt vom Meeresniveau bis etwa 1600 Metern vor. Wüsten, feuchte Lebensräume und bewaldete Gebiete bewohnt die Art nicht. Dort, wo Somaliwürger und Taitawürger gemeinsam verbreitet sind, erscheint der Somaliwürger in den arideren, lockerer bebuschten Gebieten. Die gemeinsamen Verbreitungsgebiete zwischen dem Nördlichen Fiskalwürger und dem Taitawürger sind durch die Bevorzugung feuchterer Habitate durch den Fiskalwürger getrennt. Langschwanzwürger und Taitawürger erscheinen gelegentlich in den gleichen Lebensräumen.
Die Art gilt als Standvogel, nachbrutzeitliche Sichtungen außerhalb des Brutgebietes machen jedoch kleinräumige Wanderbewegungen wahrscheinlich. Sie wurde südlich von Daressalam und im Osten in Kericho festgestellt. Anfang des Jahrhunderts wurde am Juba ein sehr starker Einflug von Taitawürgern beobachtet.
Zu Raumbedarf und zur Größe und Art der Territorien bestehen keine Angaben.

## Biologische Details
Die Art ist ungenügend erforscht. Detaillierte Angaben zu den meisten biologischen Einzelaspekten sind nicht verfügbar.

### Nahrung und Nahrungserwerb
Die Nahrung der Art besteht zum Großteil aus Wirbellosen. Seltener aber regelmäßig erbeutet der Taitawürger auch kleine Wirbeltiere.
Unter den Wirbellosen dominieren Insekten, vornehmlich Heuschrecken, Käfer, Raupen und Schmetterlinge. Auch Spinnen sind eine wichtige Nahrungsquelle. Bei Gelegenheit werden auch kleine Eidechsen, kleine Schlangen, keine Nagetiere und kleine Singvögel und deren Nestlinge erbeutet. Er ist offenbar imstande, Beutetiere zu schlagen, die seiner eigenen Körpergröße nahe kommen. So wurden im Magen eines Taitawürgers Teile einer jungen Ratte gefunden. Wahrscheinlich sucht er auch Kolonien des Blutschnabelwebers auf, um dessen Nestlinge zu erbeuten.
Wie die meisten Arten der Gattung Lanius ist auch der Taitawürger vor allem ein Ansitzjäger, der relativ aufrechter Position von einer meist exponierten Sitzwarte aus vor allem den Boden nach Beutetieren absucht. Erspäht er ein geeignetes Beutetier, gleitet er vom Ansitz und schlägt es am Boden. Kleinere Beute wird an Ort und Stelle gefressen, größere zum Ansitz zurück getragen und dort zerlegt. Bedeutend seltener jagt er in der Luft nach schwärmenden Insekten oder liest Beutetiere von Substratoberflächen ab. Ob er, wie der Somaliwürger, Beutetiere aufspießt, ist nicht bestätigt.

## Verhalten und Brutbiologie
Wie alle Würger ist auch der Taitawürger tagaktiv. Die Art wird als scheu und schwer zu beobachten beschrieben. Sie lebt während der Brutzeit in Paaren, sonst wohl allein. Es wurden aber auch Familiengruppen festgestellt. Über Ausmaß und Art der Territorialität sowie Anzahl der Jahresbruten bestehen keine Angaben.
Die Brutzeit ist mit dem Einsetzen der jeweiligen Regenzeiten verbunden. Sie liegt im Hauptverbreitungsgebiet Kenia zwischen März und Juni sowie im Dezember und Januar, in Tansania vor allem im Januar und Juni in Somalia im Mai. Zum Balzritual gehört wahrscheinlich ein Fluggesang, der während der Fallphase eines Schaufluges vorgetragen wird. Das Nest ist ein aus Gras und Zweigchen gewebter Napf, der meist im Inneren eines dichten Dornbusches errichtet wird. Das Gelege besteht aus 3–4 cremefarbenen, vornehmlich am langen Ende grau und braun gefleckten Eiern. Weitere Details sind nicht verfügbar.

## Systematik
Der Taitawürger wurde 1878 von Jean Louis Cabanis erstbeschrieben. Er grenzt die neue Art gegenüber Lanius humeralis ab und betont vor allem die Rückenfärbung, was sich im Artepitheton dorsalis (lat. dorsum=Rücken) widerspiegelt. Die verwandtschaftliche Stellung der Art innerhalb der Gattung ist nicht geklärt. Der Somaliwürger gilt aufgrund großer morphologischer Ähnlichkeiten als Schwesterart, doch wurde diese Annahme bislang molekulargenetisch nicht bestätigt. Es werden keine Unterarten beschrieben.

## Bestand und Bedrohung
Die Art erscheint nicht in einer Gefährdungskategorie der IUCN. Stellenweise, vor allem in einigen Regionen Kenias, scheint sie nicht selten zu sein. Der Bestandstrend wird als stabil eingeschätzt, der Lebensraum ist nicht unmittelbar bedroht. Sie brütet in einigen Nationalparks, wie etwa im Buffalo-Springs-Nationalreservat und dem Serengeti-Nationalpark.